# Église Saint-Jean-Baptiste de Vélizy-Villacoublay
L'église Saint-Jean-Baptiste est une église catholique située à Vélizy-Villacoublay, en France.

## Localisation
L'église est située au no  16, rue Clément-Ader, sur la commune de Vélizy-Villacoublay, dans le département français des Yvelines,. Elle appartient au groupement paroissial de Vélizy - Buc - Jouy - Les Loges. Elle est placée sous le vocable de saint Jean-Baptiste et saint Denis.

## Historique

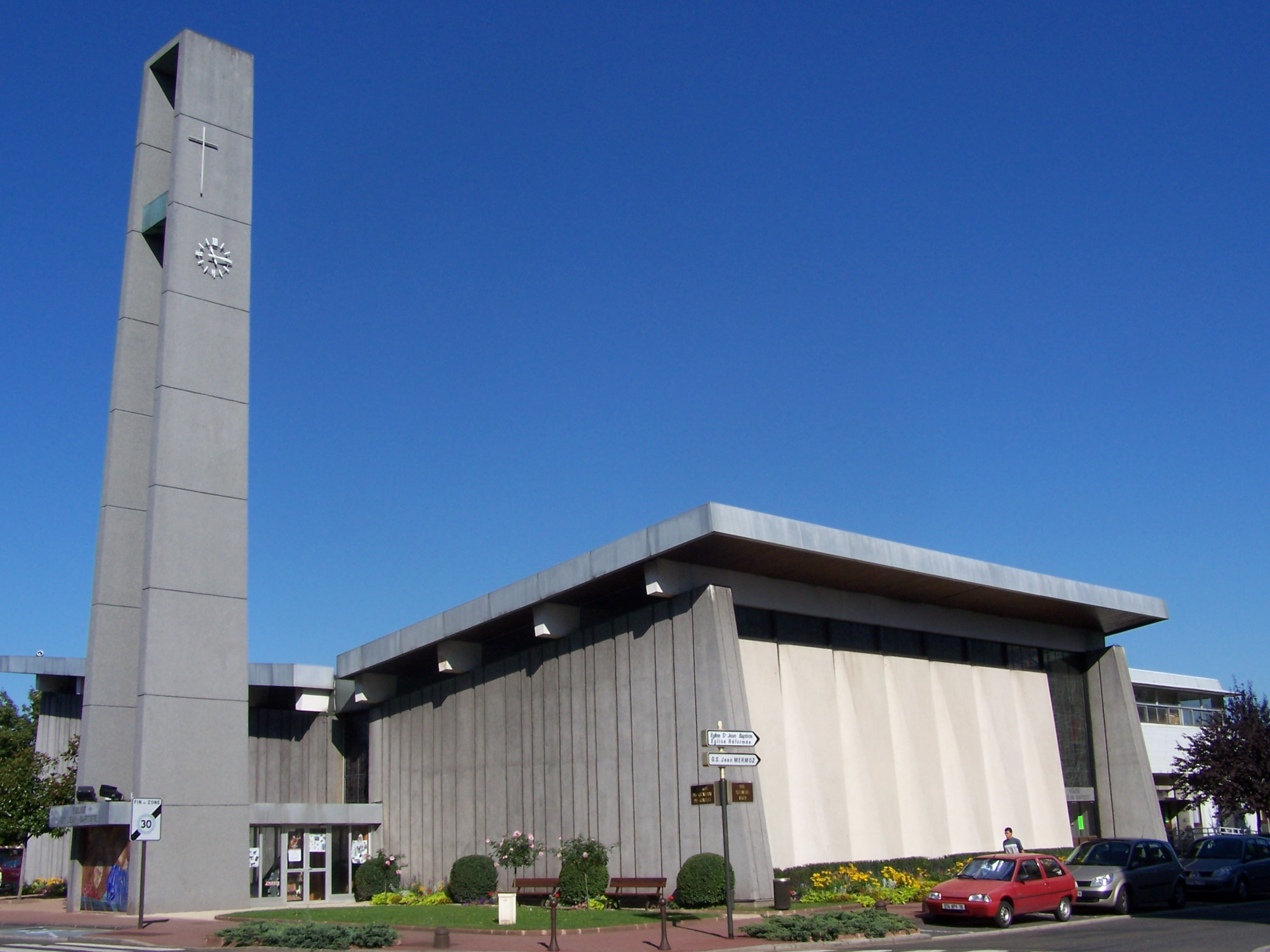
L'église en septembre 2006.

Dans les années 1960, l'arrivée de l'aviation et la croissance de la population entraînent un chantier complet de rénovation, dirigé par Robert Auzelle, et rejetant le principe de la commune-dortoir. L’église Saint-Denis devenue trop petite, la construction d'une nouvelle église est entreprise en février 1970, sous la direction de l'architecte et homme politique Alain Gillot, qui a reçu la mission de concevoir la nouvelle ville.
Elle est consacrée par Louis Simonneaux, l'évêque de Versailles, le 24 janvier 1971,.
En 2019, y est installé un retable, œuvre de sœur Claire Schmeltz, représentant le baptême du Christ.

## Description

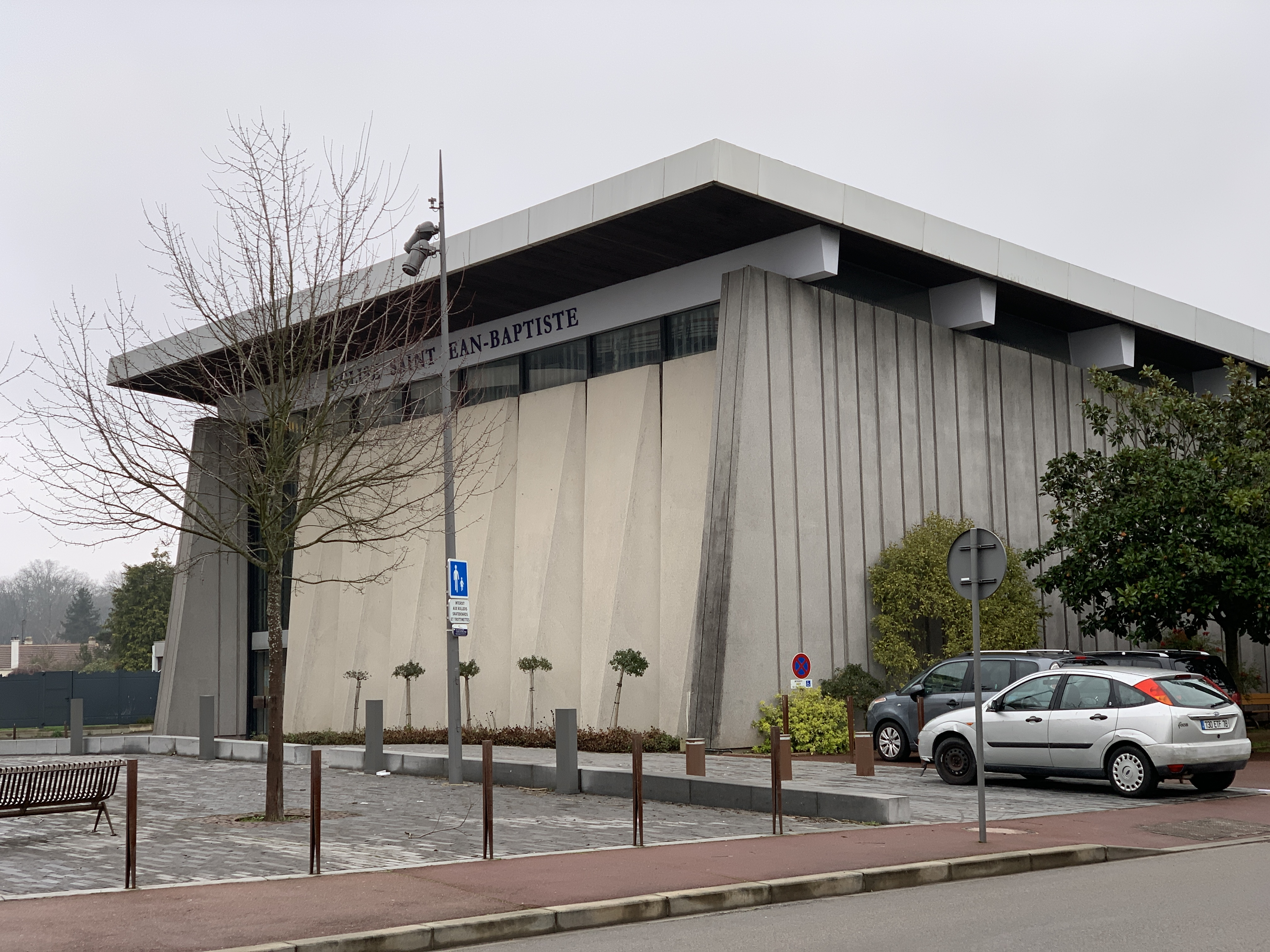
Vue générale, janvier 2021.

La double nef, d'une capacité d'environ 700 fidèles, mène vers un autel central surélevé. Elle se démarque par sa construction en béton avec un vitrage sur la partie haute des murs.
Le clocher, fait de deux lames de béton, s'élève à environ vingt-cinq mètres.
En 1983, elle est éclairée de vitraux abstraits, œuvres du verrier François Chapuis, représentant notamment l'Alliance du Feu et de la Lumière au-dessus et sur la Terre.
Posée à la base du clocher, se trouve une céramique murale réalisée en 1989 par la plasticienne Katarzyna Pawliszewska–Lavocat.